# Minho-Lima
Alto Minho (tidigare Minho-Lima) är en statistisk underregion (NUTS 3) i Portugal.                                                                                   
Den är en del av den statistiska regionen Norra Portugal (NUTS 2).
Ytan uppgår till 2 210 km² och befolkningen till 244 836 personer (2011).
Dess huvudort är Viana do Castelo.
Regionen delas av de två floderna som gett regionen sitt namn: Minho (som rinner ut i  Caminha) och Lima (som rinner ut i Atlanten vid Viana do Castelo).
Underregionen Alto Minho motsvarar i stort sett distriktet Viana do Castelo och sammanfaller geografiskt med Comunidade Intermunicipal do Alto Minho ("Alto Minhos kommunalförbund"; ”CIM Alto Minho”).

## Kommuner
Regionen består av 10 kommuner:
- Arcos de Valdevez
- Caminha
- Melgaço
- Monção
- Paredes de Coura
- Ponte da Barca
- Ponte de Lima
- Valença
- Viana do Castelo
- Vila Nova de Cerveira

## Största tätorter
1. Viana do Castelo
2. Ponte de Lima
3. Arcos de Valdevez
4. Monção
5. Caminha
6. Valença
7. Ponte da Barca